# Paul Harvois
 (février 2025).
Motif : Aucun passé de Résistant dans ce cadre communiste qui fut secrétaire général de la Ligue de l'enseignement-Fédération de l'Aisne, qui fut paraît-il à l’initiative de la création de l'Éducation socioculturelle au sein de l'enseignement agricole en France, inspecteur adjoint de l’Éducation populaire et vice-président du Parc national des Cévennes. Carrière honorable de fonctionnaire mais rien d'extraordinaire. Une fiche succincte sur le Maîtron ne prouve pas la notoriété.
- Archive Wikiwix
- Bing
- Cairn
- DuckDuckGo
- E. Universalis
- Gallica
- Google
- G. Books
- G. News
- G. Scholar
- Persée
- Qwant
- (zh) Baidu
- (ru) Yandex
- (wd) trouver des œuvres sur Wikidata

| 1. | Préciser le motif de la pose du bandeau. | Précisez le motif de la pose du bandeau en utilisant la syntaxe suivante : {{admissibilité à vérifier\|date=mars 2025\|motif=remplacez ce texte par le motif}}                    |
| 2. | Informer les utilisateurs concernés.     | Pensez à avertir le créateur de l'article, par exemple, en insérant le code ci-dessous sur sa page de discussion : {{subst:avertissement admissibilité à vérifier\|Paul Harvois}} |

Paul Harvois , né le 19 mai 1919 à Romery et mort le 22 novembre 2000 à Mende, est un instituteur français, haut fonctionnaire et militant au sein du Groupe de recherche pour l'éducation et la prospective (GREP).

## Biographie
Secrétaire général de la Ligue de l'enseignement-Fédération de l'Aisne, Paul Harvois, est considéré en son sein, comme le fondateur de l'éducation socioculturelle.
En 1945, il devient inspecteur adjoint de l’Éducation populaire.
Directeur départemental de la Jeunesse et des Sports de Haute-Marne (1952), il y rencontre le jeune préfet Edgard Pisani puis, en 1960, collabore activement avec Peuple et culture, notamment avec Joffre Dumazedier à la conception des premiers stages d'« esthétique de la vie quotidienne ».
En 1963, il est chef du bureau de la Promotion sociale et des activités culturelles, il sera à l’initiative de la création de l'Éducation socioculturelle au sein de l'Enseignement agricole et de la formation d’ingénieurs agronomes par la voie de la promotion sociale. Il fait construire un centre socioculturel et un centre de formation professionnelle de la promotion agricole (CFPPA) auprès de chaque lycée ou collège agricole.
Il a été titulaire de la chaire Éducation des adultes à l'École nationale des sciences agronomiques appliquées de Dijon, devenue l'Établissement national d'enseignement supérieur agronomique de Dijon (ENESAD).
En 1985, il devient vice-président du Parc national des Cévennes.